# Johanna Adami

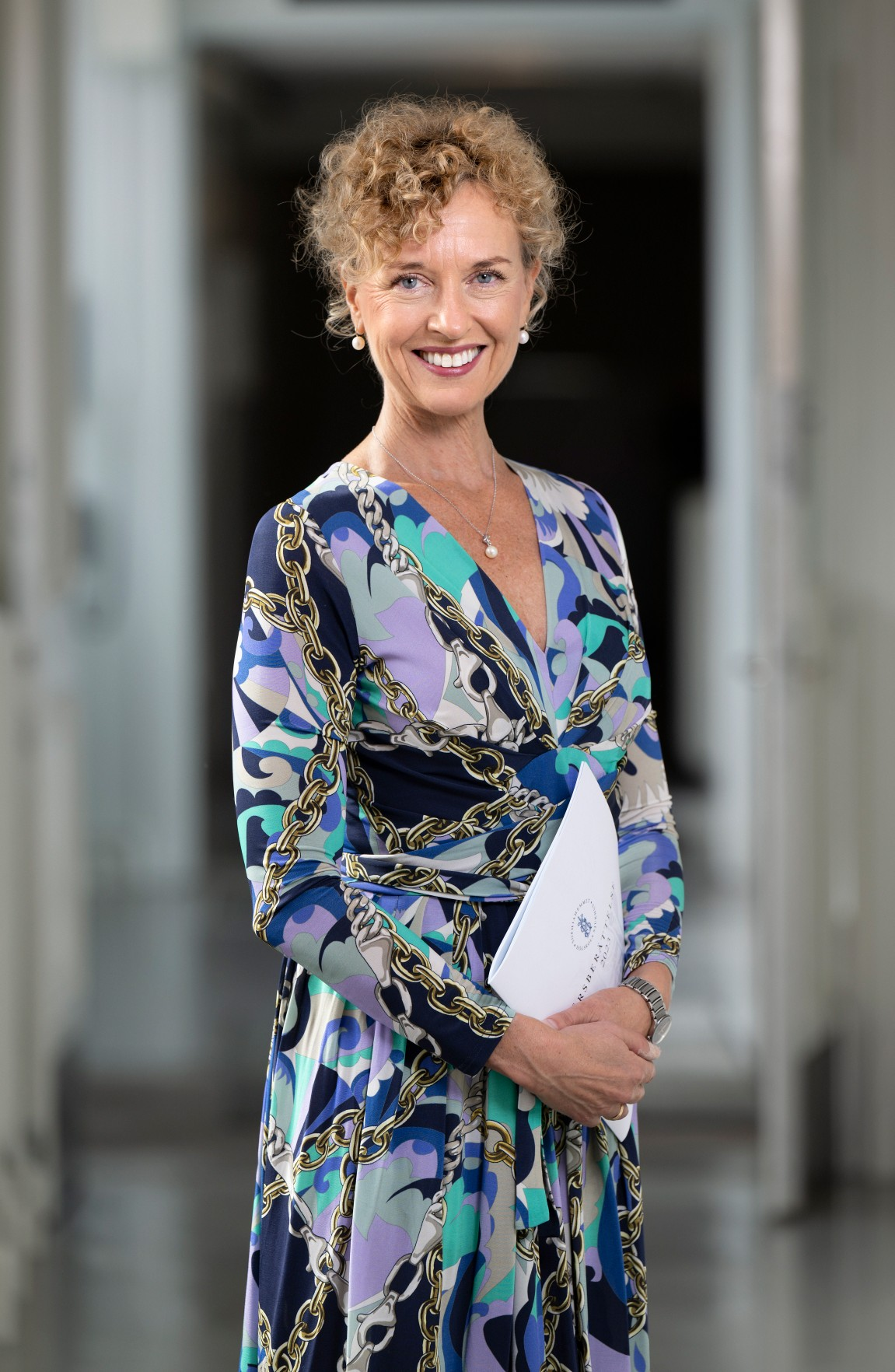
Johanna Adami, Sophiahemmet

Johanna Adami, född 24 juli 1969, är svensk läkare, folkhälsovetare och forskare inom epidemiologi. Verkställande direktör för Sophiahemmet sedan 1 november 2024.

## Utbildning och akademisk karriär
Johanna Adami avlade en Master of Public Health vid Harvard University 1994 och läkarexamen vid Uppsala universitet 1996. Hon disputerade 1997 vid Karolinska Institutet med en avhandling i cancerepidemiologi. År 2005 blev hon docent i klinisk epidemiologi och 2012 blev hon adjungerad professor i klinisk epidemiologi vid Karolinska Institutet. Sedan 2016 är hon professor i medicinsk vetenskap vid Sophiahemmet Högskola.

## Forskning
Johanna Adami har ett 80-tal originalartiklar publicerade i referee-granskade internationella tidskrifter och har handlett ett 20-tal doktorander på flera lärosäten i Sverige och utomlands. 

## Karriär
Johanna Adami har sedan 1989 verkat inom akademi, hälso- och sjukvård samt inom life science, både nationellt och internationellt. Hon har omfattande erfarenhet från såväl offentlig som privat sektor. Tidigare har hon varit direktör vid Sveriges innovationsmyndighet Vinnova och haft flera styrelseuppdrag inom både den privata och offentliga sektorn. Hon har även varit involverad i flera regeringsuppdrag samt internationella åtaganden för organisationer som OECD, EU och WHO. Hon var rektor för Sophiahemmet högskola åren 2016 till 2024. 
Den 1 juli 2023 trädde en ny svensk lag, Biobankslagen (2023:38), i kraft. Denna lag baserades på utredningen Framtidens biobanker (SOU 2018:4), där Johanna Adami var regeringens särskilda utredare.

## Utmärkelser
Johanna Adami har flera gånger uppmärksammats för sitt inflytande inom svensk vård och välfärd. Hon har blivit utsedd av Dagens Medicin till en av de hundra mest inflytelserika personerna inom svensk hälso- och sjukvård (2012, 2013, 2014). År 2013 rankades hon av Dagens Samhälle som en av de hundra kvinnor med störst inflytande över den svenska välfärden. Dessutom utsåg Medtech Magazine henne 2015 och 2018 till en av de hundra viktigaste personerna för medtech-sektorn i Sverige.